# Lista de presidentes dos Estados Unidos

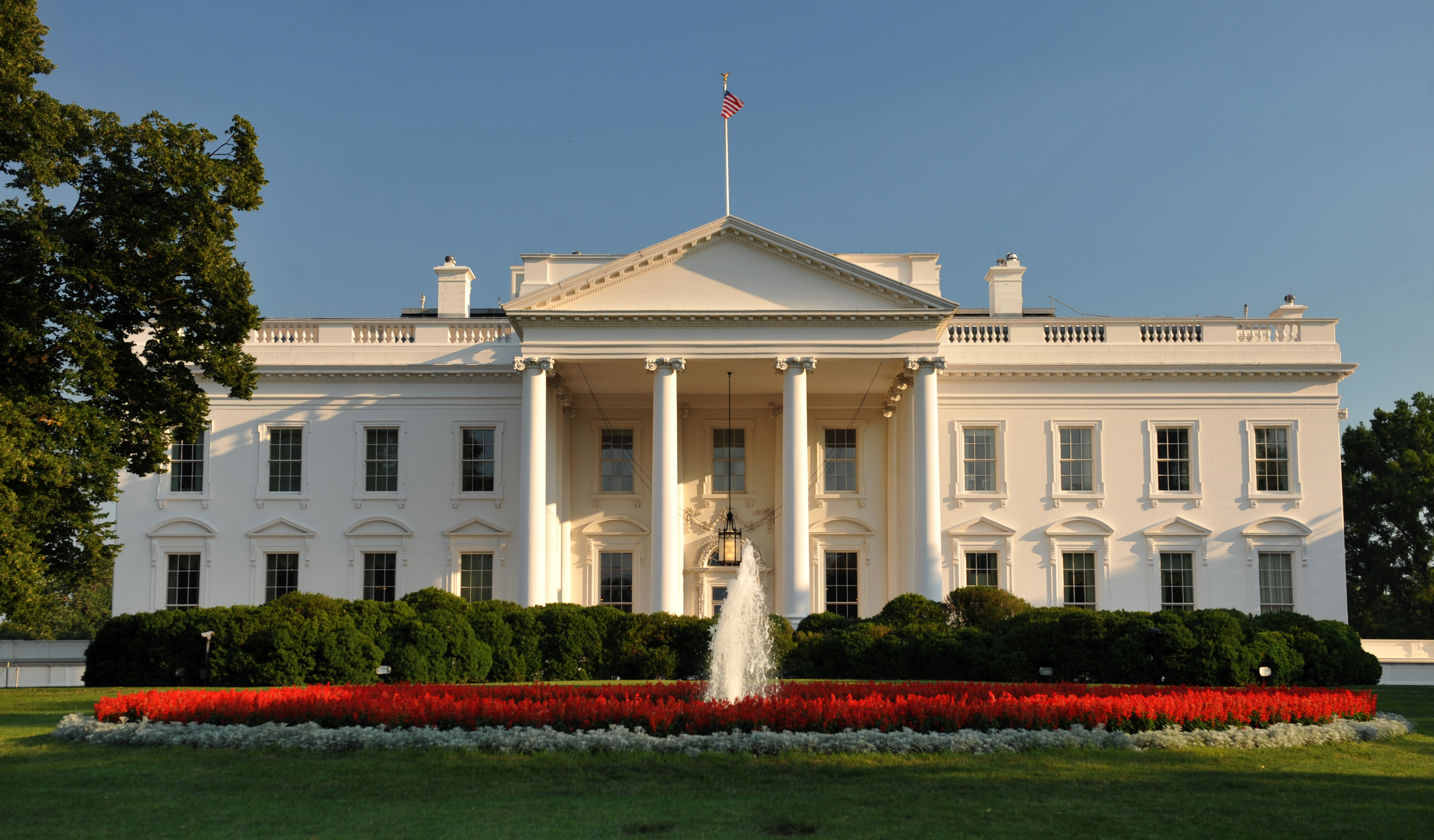
Desde 1800, a Casa Branca é a residência oficial do Presidente dos Estados Unidos, tendo sido ocupada pela primeira vez por John Adams.

Selo do Presidente dos Estados Unidos da América

Esta é a lista de presidentes dos Estados Unidos, o título dado ao chefe de Estado e chefe de governo dos Estados Unidos e o mais alto cargo político do país por influência e reconhecimento. O presidente lidera o poder executivo do governo federal e é um dos apenas dois membros eleitos do poder executivo (o outro é o vice-presidente). Entre outros poderes e responsabilidades, o Artigo 2.º da Constituição encarga o presidente à "fiel execução" da lei federal, faz do presidente comandante-em-chefe das forças armadas, autoriza-o a nomear oficiais executivos e judiciais com o conselho e consentimento do Senado norte-americano, e permite-lhe conceder indultos ou moratórias.
O presidente é eleito indiretamente, através do colégio eleitoral, para um mandato de quatro anos, com um limite de dois mandatos consecutivos imposto pela Vigésima Segunda Emenda Constitucional, ratificada em 1951. Após a morte, renúncia ou remoção do cargo de um presidente incumbente, o vice-presidente assume o cargo.
Desde a adoção da Constituição, 45 indivíduos foram eleitos ou ascenderam ao cargo de Presidente por sucessão, servindo um total de 59 mandatos de quatro anos. Grover Cleveland e Donald Trump serviram em dois mandatos não-consecutivos e são contados duas vezes cada um como o 22.º e 24.º presidente e o 45.º e 47.º, respectivamente. Por causa disto, os presidentes após o 23.º têm sua listagem oficial acrescida de uma unidade e após o 46.º, duas unidades. Dos indivíduos eleitos presidentes, quatro vieram a falecer no cargo por causas naturais, um renunciou e quatro foram assassinados.
O primeiro presidente foi George Washington, o qual empossou o cargo em 1789 após uma votação unânime do Colégio Eleitoral. William Henry Harrison foi o presidente com o mandato mais curto, vindo a falecer 30 dias após sua posse. Com duração de doze anos, Franklin Delano Roosevelt teve o mandato mais longo, e foi o único presidente a servir por mais de dois mandatos. Atualmente, existem quatro ex-presidentes vivos. O mais recente ex-presidente a morrer foi Jimmy Carter em 29 de dezembro de 2024.
O presidente atual é Donald Trump empossado no cargo em 20 de janeiro de 2025, como o 47.º Presidente dos Estados Unidos.

## Presidentes
| N.º | Presidente                         | Presidente             | Mandato                                        | Partido                | Partido               | Vice-presidente            | Eleição                         | Referências                     |
| --- | ---------------------------------- | ---------------------- | ---------------------------------------------- | ---------------------- | --------------------- | -------------------------- | ------------------------------- | ------------------------------- |
| 1   | Retrato de George Washington.      | George Washington      | 30 de abril de 1789 – 4 de março de 1797       |                        | Sem partido           | John Adams                 | 1788-89                         | [ 13 ] [ 14 ] [ 15 ] [ 16 ]     |
| 1   | Retrato de George Washington.      | George Washington      | 30 de abril de 1789 – 4 de março de 1797       | 1792                   | Sem partido           | John Adams                 |                                 | [ 13 ] [ 14 ] [ 15 ] [ 16 ]     |
| 2   | Retrato de John Adams.             | John Adams             | 4 de março de 1797 – 4 de março de 1801        |                        | Federalista           | Thomas Jefferson           | 1796                            | [ 17 ] [ 18 ] [ 19 ] [ 20 ]     |
| 3   | Retrato de Thomas Jefferson        | Thomas Jefferson       | 4 de março de 1801 – 4 de março de 1809        |                        | Democrata-Republicano | Aaron Burr                 | 1800                            | [ 21 ] [ 22 ] [ 23 ] [ 24 ]     |
| 3   | Retrato de Thomas Jefferson        | Thomas Jefferson       | 4 de março de 1801 – 4 de março de 1809        | George Clinton         | Democrata-Republicano | 1804                       |                                 | [ 21 ] [ 22 ] [ 23 ] [ 24 ]     |
| 4   | Retrato de James Madison.          | James Madison          | 4 de março de 1809 – 4 de março de 1817        | George Clinton         |                       | Democrata-Republicano      | 1808                            | [ 25 ] [ 26 ] [ 27 ] [ 28 ]     |
| 4   | Retrato de James Madison.          | James Madison          | 4 de março de 1809 – 4 de março de 1817        | Vago após 20 Apr. 1812 |                       | Democrata-Republicano      | 1808                            | [ 25 ] [ 26 ] [ 27 ] [ 28 ]     |
| 4   | Retrato de James Madison.          | James Madison          | 4 de março de 1809 – 4 de março de 1817        | Elbridge Gerry         | 1812                  | Democrata-Republicano      |                                 | [ 25 ] [ 26 ] [ 27 ] [ 28 ]     |
| 4   | Retrato de James Madison.          | James Madison          | 4 de março de 1809 – 4 de março de 1817        | Vago após 23 Nov. 1814 | 1812                  | Democrata-Republicano      |                                 | [ 25 ] [ 26 ] [ 27 ] [ 28 ]     |
| 5   | Retrato de James Monroe.           | James Monroe           | 4 de março de 1817 – 4 de março de 1825        |                        | Democrata-Republicano | Daniel D. Tompkins         | 1816                            | [ 29 ] [ 30 ] [ 31 ] [ 32 ]     |
| 5   | Retrato de James Monroe.           | James Monroe           | 4 de março de 1817 – 4 de março de 1825        | 1820                   | Democrata-Republicano | Daniel D. Tompkins         |                                 | [ 29 ] [ 30 ] [ 31 ] [ 32 ]     |
| 6   | Retrato de John Quincy Adams.      | John Quincy Adams      | 4 de março de 1825 – 4 de março de 1829        |                        | Democrata-Republicano | John C. Calhoun            | 1824                            | [ 33 ] [ 34 ] [ 35 ] [ 36 ]     |
| 6   | Retrato de John Quincy Adams.      | John Quincy Adams      | 4 de março de 1825 – 4 de março de 1829        | Nacional Republicano   |                       | John C. Calhoun            | 1824                            | [ 33 ] [ 34 ] [ 35 ] [ 36 ]     |
| 7   | Retrato de Andrew Jackson.         | Andrew Jackson         | 4 de março de 1829 – 4 de março de 1837        |                        | Democrata             | John C. Calhoun            | 1828                            | [ 37 ] [ 38 ] [ 39 ] [ 40 ]     |
| 7   | Retrato de Andrew Jackson.         | Andrew Jackson         | 4 de março de 1829 – 4 de março de 1837        | Vago após 28 Dec. 1832 | Democrata             |                            | 1828                            | [ 37 ] [ 38 ] [ 39 ] [ 40 ]     |
| 7   | Retrato de Andrew Jackson.         | Andrew Jackson         | 4 de março de 1829 – 4 de março de 1837        | Martin Van Buren       | Democrata             | 1832                       |                                 | [ 37 ] [ 38 ] [ 39 ] [ 40 ]     |
| 8   | Retrato de Martin Van Buren.       | Martin Van Buren       | 4 de março de 1837 – 4 de março de 1841        |                        | Democrata             | Richard Mentor Johnson     | 1836                            | [ 41 ] [ 42 ] [ 43 ] [ 44 ]     |
| 9   | Retrato de William Henry Harrison. | William Henry Harrison | 4 de março de 1841 – 4 de abril de 1841        |                        | Whig                  | John Tyler                 | 1840                            | [ 45 ] [ 46 ] [ 47 ] [ 48 ]     |
| 10  | Retrato de John Tyler.             | John Tyler             | 4 de abril de 1841 – 4 de março de 1845        |                        | Whig                  | Vago durante a presidência | 1840                            | [ 49 ] [ 50 ] [ 51 ] [ 52 ]     |
| 10  | Retrato de John Tyler.             | John Tyler             | 4 de abril de 1841 – 4 de março de 1845        | Sem partido            |                       | Vago durante a presidência | 1840                            | [ 49 ] [ 50 ] [ 51 ] [ 52 ]     |
| 11  | Retrato de James K. Polk.          | James K. Polk          | 4 de março de 1845 – 4 de março de 1849        |                        | Democrata             | George M. Dallas           | 1844                            | [ 53 ] [ 54 ] [ 55 ] [ 56 ]     |
| 12  | Retrato de Zachary Laylor.         | Zachary Taylor         | 4 de março de 1849 – 9 de julho de 1850        |                        | Whig                  | Millard Fillmore           | 1848                            | [ 57 ] [ 58 ] [ 59 ] [ 60 ]     |
| 13  | Retrato de Millard Filmore.        | Millard Fillmore       | 9 de julho de 1850 – 4 de março de 1853        |                        | Whig                  | Vago durante a presidência | 1848                            | [ 61 ] [ 62 ] [ 63 ] [ 64 ]     |
| 14  | Retrato de Franklin Pierce.        | Franklin Pierce        | 4 de março de 1853 – 4 de março de 1857        |                        | Democrata             | William R. King            | 1852                            | [ 65 ] [ 66 ] [ 67 ] [ 68 ]     |
| 14  | Retrato de Franklin Pierce.        | Franklin Pierce        | 4 de março de 1853 – 4 de março de 1857        | Vago após 18 Abr. 1853 | Democrata             |                            | 1852                            | [ 65 ] [ 66 ] [ 67 ] [ 68 ]     |
| 15  | Retrato de James Buchanan.         | James Buchanan         | 4 de março de 1857 – 4 de março de 1861        |                        | Democrata             | John C. Breckinridge       | 1856                            | [ 69 ] [ 70 ] [ 71 ] [ 72 ]     |
| 16  | Retrato de Abraham Lincoln.        | Abraham Lincoln        | 4 de março de 1861 – 15 de abril de 1865       |                        | Republicano           | Hannibal Hamlin            | 1860                            | [ 73 ] [ 74 ] [ 75 ] [ 76 ]     |
| 16  | Retrato de Abraham Lincoln.        | Abraham Lincoln        | 4 de março de 1861 – 15 de abril de 1865       |                        | União Nacional        | Andrew Johnson             | 1864                            | [ 73 ] [ 74 ] [ 75 ] [ 76 ]     |
| 17  | Retrato de Andrew Johnson.         | Andrew Johnson         | 15 de abril de 1865 – 4 de março de 1869       |                        | União Nacional        | Vago durante a presidência | 1864                            | [ 77 ] [ 78 ] [ 79 ] [ 80 ]     |
| 17  | Retrato de Andrew Johnson.         | Andrew Johnson         | 15 de abril de 1865 – 4 de março de 1869       | Democrata              |                       | Vago durante a presidência | 1864                            | [ 77 ] [ 78 ] [ 79 ] [ 80 ]     |
| 18  | Retrato de Ulysses S. Grant.       | Ulysses S. Grant       | 4 de março de 1869 – 4 de março de 1877        |                        | Republicano           | Schuyler Colfax            | 1868                            | [ 81 ] [ 82 ] [ 83 ] [ 84 ]     |
| 18  | Retrato de Ulysses S. Grant.       | Ulysses S. Grant       | 4 de março de 1869 – 4 de março de 1877        | Henry Wilson           | Republicano           | 1872                       |                                 | [ 81 ] [ 82 ] [ 83 ] [ 84 ]     |
| 18  | Retrato de Ulysses S. Grant.       | Ulysses S. Grant       | 4 de março de 1869 – 4 de março de 1877        | Vago após 22 Nov. 1875 | Republicano           | 1872                       |                                 | [ 81 ] [ 82 ] [ 83 ] [ 84 ]     |
| 19  | Retrato de Rutherford B. Hayes.    | Rutherford B. Hayes    | 4 de março de 1877 – 4 de março de 1881        |                        | Republicano           | William A. Wheeler         | 1876                            | [ 85 ] [ 86 ] [ 87 ] [ 88 ]     |
| 20  | Retrato de James A. Garfield       | James A. Garfield      | 4 de março de 1881 – 19 de setembro de 1881    |                        | Republicano           | Chester A. Arthur          | 1880                            | [ 89 ] [ 90 ] [ 91 ] [ 92 ]     |
| 21  | Retrato de Chester A. Arthur.      | Chester A. Arthur      | 19 de setembro de 1881 – 4 de março de 1885    |                        | Republicano           | Vago durante a presidência | 1880                            | [ 93 ] [ 94 ] [ 95 ] [ 96 ]     |
| 22  | Retrato de Grover Cleveland.       | Grover Cleveland       | 4 de março de 1885 – 4 de março de 1889        |                        | Democrata             | Thomas A. Hendricks        | 1884                            | [ 97 ] [ 98 ] [ 99 ] [ 100 ]    |
| 22  | Retrato de Grover Cleveland.       | Grover Cleveland       | 4 de março de 1885 – 4 de março de 1889        | Vago após 25 Nov. 1885 | Democrata             |                            | 1884                            | [ 97 ] [ 98 ] [ 99 ] [ 100 ]    |
| 23  | Retrato de Benjamin Harrison.      | Benjamin Harrison      | 4 de março de 1889 – 4 de março de 1893        |                        | Republicano           | Levi P. Morton             | 1888                            | [ 101 ] [ 102 ] [ 103 ] [ 104 ] |
| 24  | Retrato de Grover Cleveland.       | Grover Cleveland       | 4 de março de 1893 – 4 de março de 1897        |                        | Democrata             | Adlai Stevenson I          | 1892                            | [ 97 ] [ 98 ] [ 99 ] [ 100 ]    |
| 25  | Retrato de William McKinley.       | William McKinley       | 4 de março de 1897 – 14 de setembro de 1901    |                        | Republicano           | Garret Hobart              | 1896                            | [ 105 ] [ 106 ] [ 107 ] [ 108 ] |
| 25  | Retrato de William McKinley.       | William McKinley       | 4 de março de 1897 – 14 de setembro de 1901    | Vago após 21 Nov. 1899 | Republicano           |                            | 1896                            | [ 105 ] [ 106 ] [ 107 ] [ 108 ] |
| 25  | Retrato de William McKinley.       | William McKinley       | 4 de março de 1897 – 14 de setembro de 1901    | Theodore Roosevelt     | Republicano           | 1900                       |                                 | [ 105 ] [ 106 ] [ 107 ] [ 108 ] |
| 26  | Retrato de Theodore Roosevelt.     | Theodore Roosevelt     | 14 de setembro de 1901 – 4 de março de 1909    |                        | Republicano           | 1900                       | Vago após 4 Mar. 1905           | [ 109 ] [ 110 ] [ 111 ] [ 112 ] |
| 26  | Retrato de Theodore Roosevelt.     | Theodore Roosevelt     | 14 de setembro de 1901 – 4 de março de 1909    | Charles W. Fairbanks   | Republicano           | 1904                       |                                 | [ 109 ] [ 110 ] [ 111 ] [ 112 ] |
| 27  | Retrato de William Howard Taft.    | William Howard Taft    | 4 de março de 1909 – 4 de março de 1913        |                        | Republicano           | James S. Sherman           | 1908                            | [ 113 ] [ 114 ] [ 115 ] [ 116 ] |
| 27  | Retrato de William Howard Taft.    | William Howard Taft    | 4 de março de 1909 – 4 de março de 1913        | Vago após 30 Out. 1912 | Republicano           |                            | 1908                            | [ 113 ] [ 114 ] [ 115 ] [ 116 ] |
| 28  | Retrato de Woodrow Wilson          | Woodrow Wilson         | 4 de março de 1913 – 4 de março de 1921        |                        | Democrata             | Thomas R. Marshall         | 1912                            | [ 117 ] [ 118 ] [ 119 ] [ 120 ] |
| 28  | Retrato de Woodrow Wilson          | Woodrow Wilson         | 4 de março de 1913 – 4 de março de 1921        | 1916                   | Democrata             | Thomas R. Marshall         |                                 | [ 117 ] [ 118 ] [ 119 ] [ 120 ] |
| 29  | Retrato de Warren G. Harding.      | Warren G. Harding      | 4 de março de 1921 – 2 de agosto de 1923       |                        | Republicano           | Calvin Coolidge            | 1920                            | [ 121 ] [ 122 ] [ 123 ] [ 124 ] |
| 30  |                                    | Calvin Coolidge        | 2 de agosto de 1923 – 4 de março de 1929       |                        | Republicano           | Vago após 4 Mar. 1925      | 1920                            | [ 125 ] [ 126 ] [ 127 ] [ 128 ] |
| 30  | Charles G. Dawes                   | Calvin Coolidge        | 2 de agosto de 1923 – 4 de março de 1929       | 1924                   | Republicano           |                            |                                 | [ 125 ] [ 126 ] [ 127 ] [ 128 ] |
| 31  | Retrato de Herbert Hoover.         | Herbert Hoover         | 4 de março de 1929 – 4 de março de 1933        |                        | Republicano           | Charles Curtis             | 1928                            | [ 129 ] [ 130 ] [ 131 ] [ 132 ] |
| 32  | Retrato de Franklin D. Roosevelt.  | Franklin D. Roosevelt  | 4 de março de 1933 – 12 de abril de 1945       |                        | Democrata             | John Nance Garner          | 1932                            | [ 133 ] [ 134 ] [ 135 ] [ 136 ] |
| 32  | Retrato de Franklin D. Roosevelt.  | Franklin D. Roosevelt  | 4 de março de 1933 – 12 de abril de 1945       | 1936                   | Democrata             | John Nance Garner          |                                 | [ 133 ] [ 134 ] [ 135 ] [ 136 ] |
| 32  | Retrato de Franklin D. Roosevelt.  | Franklin D. Roosevelt  | 4 de março de 1933 – 12 de abril de 1945       | Henry A. Wallace       | Democrata             | 1940                       |                                 | [ 133 ] [ 134 ] [ 135 ] [ 136 ] |
| 32  | Retrato de Franklin D. Roosevelt.  | Franklin D. Roosevelt  | 4 de março de 1933 – 12 de abril de 1945       | Harry S. Truman        | Democrata             | 1944                       |                                 | [ 133 ] [ 134 ] [ 135 ] [ 136 ] |
| 33  | Retrato de Harry S. Truman         | Harry S. Truman        | 12 de abril de 1945 – 20 de janeiro de 1953    |                        | Democrata             | 1944                       | Vago após 20 Jan. 1949          | [ 137 ] [ 138 ] [ 139 ] [ 140 ] |
| 33  | Retrato de Harry S. Truman         | Harry S. Truman        | 12 de abril de 1945 – 20 de janeiro de 1953    | Alben W. Barkley       | Democrata             | 1948                       |                                 | [ 137 ] [ 138 ] [ 139 ] [ 140 ] |
| 34  | Retrato de Dwight D. Eisenhower.   | Dwight D. Eisenhower   | 20 de janeiro de 1953 – 20 de janeiro de 1961  |                        | Republicano           | Richard Nixon              | 1952                            | [ 141 ] [ 142 ] [ 143 ] [ 144 ] |
| 34  | Retrato de Dwight D. Eisenhower.   | Dwight D. Eisenhower   | 20 de janeiro de 1953 – 20 de janeiro de 1961  | 1956                   | Republicano           | Richard Nixon              |                                 | [ 141 ] [ 142 ] [ 143 ] [ 144 ] |
| 35  | Retrato de John F. Kennedy.        | John F. Kennedy        | 20 de janeiro de 1961 – 22 de novembro de 1963 |                        | Democrata             | Lyndon B. Johnson          | 1960                            | [ 145 ] [ 146 ] [ 147 ] [ 148 ] |
| 36  | Retrato de Lyndon B. Johnson       | Lyndon B. Johnson      | 22 de novembro de 1963 – 20 de janeiro de 1969 |                        | Democrata             | Vago após 20 Jan. 1965     | 1960                            | [ 149 ] [ 150 ] [ 151 ] [ 152 ] |
| 36  | Retrato de Lyndon B. Johnson       | Lyndon B. Johnson      | 22 de novembro de 1963 – 20 de janeiro de 1969 | Hubert Humphrey        | Democrata             | 1964                       |                                 | [ 149 ] [ 150 ] [ 151 ] [ 152 ] |
| 37  |                                    | Richard Nixon          | 20 de janeiro de 1969 – 9 de agosto de 1974    |                        | Republicano           | Spiro Agnew                | 1968                            | [ 153 ] [ 154 ] [ 155 ] [ 156 ] |
| 37  | 1972                               | Richard Nixon          | 20 de janeiro de 1969 – 9 de agosto de 1974    |                        | Republicano           | Spiro Agnew                |                                 | [ 153 ] [ 154 ] [ 155 ] [ 156 ] |
| 37  | Vago 10 Out. – 6 Dez. 1973         | Richard Nixon          | 20 de janeiro de 1969 – 9 de agosto de 1974    |                        | Republicano           |                            |                                 | [ 153 ] [ 154 ] [ 155 ] [ 156 ] |
| 37  | Gerald Ford                        | Richard Nixon          | 20 de janeiro de 1969 – 9 de agosto de 1974    |                        | Republicano           |                            |                                 | [ 153 ] [ 154 ] [ 155 ] [ 156 ] |
| 38  |                                    | Gerald Ford            | 9 de agosto de 1974 – 20 de janeiro de 1977    |                        | Republicano           | Vago após 19 Dez. 1974     | [ 157 ] [ 158 ] [ 159 ] [ 160 ] |                                 |
| 38  | Nelson Rockefeller                 | Gerald Ford            | 9 de agosto de 1974 – 20 de janeiro de 1977    |                        | Republicano           |                            | [ 157 ] [ 158 ] [ 159 ] [ 160 ] |                                 |
| 39  |                                    | Jimmy Carter           | 20 de janeiro de 1977 – 20 de janeiro de 1981  |                        | Democrata             | Walter Mondale             | 1976                            | [ 161 ] [ 162 ] [ 163 ] [ 164 ] |
| 40  |                                    | Ronald Reagan          | 20 de janeiro de 1981 – 20 de janeiro de 1989  |                        | Republicano           | George H. W. Bush          | 1980                            | [ 165 ] [ 166 ] [ 167 ] [ 168 ] |
| 40  | 1984                               | Ronald Reagan          | 20 de janeiro de 1981 – 20 de janeiro de 1989  |                        | Republicano           | George H. W. Bush          |                                 | [ 165 ] [ 166 ] [ 167 ] [ 168 ] |
| 41  |                                    | George H. W. Bush      | 20 de janeiro de 1989 – 20 de janeiro de 1993  |                        | Republicano           | Dan Quayle                 | 1988                            | [ 169 ] [ 170 ] [ 171 ] [ 172 ] |
| 42  |                                    | Bill Clinton           | 20 de janeiro de 1993 – 20 de janeiro de 2001  |                        | Democrata             | Al Gore                    | 1992                            | [ 173 ] [ 174 ] [ 175 ] [ 176 ] |
| 42  | 1996                               | Bill Clinton           | 20 de janeiro de 1993 – 20 de janeiro de 2001  |                        | Democrata             | Al Gore                    |                                 | [ 173 ] [ 174 ] [ 175 ] [ 176 ] |
| 43  |                                    | George W. Bush         | 20 de janeiro de 2001 – 20 de janeiro de 2009  |                        | Republicano           | Dick Cheney                | 2000                            | [ 177 ] [ 178 ] [ 179 ] [ 180 ] |
| 43  | 2004                               | George W. Bush         | 20 de janeiro de 2001 – 20 de janeiro de 2009  |                        | Republicano           | Dick Cheney                |                                 | [ 177 ] [ 178 ] [ 179 ] [ 180 ] |
| 44  |                                    | Barack Obama           | 20 de janeiro de 2009 – 20 de janeiro de 2017  |                        | Democrata             | Joe Biden                  | 2008                            | [ 181 ] [ 182 ] [ 183 ] [ 184 ] |
| 44  | 2012                               | Barack Obama           | 20 de janeiro de 2009 – 20 de janeiro de 2017  |                        | Democrata             | Joe Biden                  |                                 | [ 181 ] [ 182 ] [ 183 ] [ 184 ] |
| 45  |                                    | Donald Trump           | 20 de janeiro de 2017 – 20 de janeiro de 2021  |                        | Republicano           | Mike Pence                 | 2016                            | [ 185 ]                         |
| 46  |                                    | Joe Biden              | 20 de janeiro de 2021 – 20 de janeiro de 2025  |                        | Democrata             | Kamala Harris              | 2020                            | [ 186 ] [ 187 ]                 |
| 47  |                                    | Donald Trump           | 20 de janeiro de 2025 – em exercício           |                        | Republicano           | J. D. Vance                | 2024                            | [ 188 ]                         |

Legenda:
     Sem partido      Partido Federalista      Partido Democrata-Republicano      Partido Democrata      Partido Whig      Partido Republicano      Partido de União Nacional